# Gynoplistia speighti
Gynoplistia speighti là một loài ruồi trong họ Limoniidae. Chúng phân bố ở miền Australasia.